# Maine-Montparnasse
Maine-Montparnasse est une vaste opération de rénovation urbaine conduite à Paris à partir des années 1960 dans un espace qui est à cheval sur le quartier de Plaisance du 14e arrondissement et le quartier Necker du 15e arrondissement. 

## Opération Maine-Montparnasse
L'opération urbanistique Maine-Montparnasse a donné naissance :
- à l'ensemble immobilier Tour Maine-Montparnasse, construit entre 1969 et 1973 sur l'emplacement de l'ancienne gare Montparnasse, qui comprend la tour Montparnasse, le Centre commercial Montparnasse (renommé Montparnasse Rive Gauche en 2015), et deux autres bâtiments (le bâtiment C, souvent désigné par le sigle CIT car ayant été le Centre international du textile, et le bâtiment D, aussi nommé tour Express) ;
- à la nouvelle gare de Paris-Montparnasse ;
- à un ensemble d'immeubles de grande hauteur organisé en forme de U et dominant la gare, destiné à des bureaux et à des logements,  
  - boulevard Pasteur (15e arrondissement), l'opération Maine-Montparnasse I (255 logements construits en 1959–1965) ;
  - rue du Commandant-René-Mouchotte (14e arrondissement), l'opération Maine-Montparnasse II (750 logements construits en 1959–1966),
- à l'hôtel Sheraton (devenu Le Méridien, puis en 2011 l'hôtel Pullman Paris Montparnasse), un gratte-ciel construit en 1972–1974.

La réalisation de l'opération a conduit en même temps à la réorganisation complète du secteur Plaisance-Vandamme avec la destruction de 4 400 logements dits « insalubres» (maisons de ville et immeubles ouvriers) et la construction de 5 700 logements neufs, dont 4 800 logements sociaux. L'agence du logement de la SNCF, ICF Habitat, en bénéficie.
Derniers éléments de développement de Maine-Montparnasse :
- la construction de la gare Montparnasse 2 ;
- les ensembles de l'architecte Ricardo Bofill, les Échelles du Baroque, place de Catalogne-place de Séoul (1985) ;
- la construction de bâtiments de bureaux de part et d'autre de l'ancien pont des Cinq-Martyrs-du-Lycée-Buffon qui enjambait les voies de la gare ;
- la construction d'une dalle avec jardins (le Jardin Atlantique, 1994), tennis, musée du Général Leclerc de Hauteclocque et de la Libération de Paris - musée Jean-Moulin, au-dessus des voies de la gare Montparnasse.

La réglementation des immeubles de grande hauteur (IGH) a été initialement élaborée puis adoptée en 1977 pour les immeubles de l'ensemble Maine-Montparnasse.

Maine-Montparnasse.

## Immeuble Mouchotte (1966)
Le grand ensemble Mouchotte ou opération Maine-Montparnasse II, situé sur le côté ouest de la rue du Commandant-René-Mouchotte, consiste en une longue barre posée sur dalle, comptant 750 logements et 88 000 mètres carrés sur 18 niveaux, sans compter des étages de parkings. Il a été conçu par l'architecte Jean Dubuisson. Il a été construit en 1959–1964 et livré en 1966. Il constitue, comme tout l'opération Maine-Montparnasse, un cas exemplaire de la pensée urbanistique et architecturale de la période de croissance démographique et économique des Trente Glorieuses.
Au delà de l'opération urbanistique et architecturale, ce grand ensemble pouvant loger 2 000 personnes s'est également distingué par le profil de sa population. Il a attiré dès le début une population de jeunes cadres, de jeunes hauts fonctionnaires et intellectuels attirés notamment par sa proximité avec le Quartier latin et les ministères. Ce grand ensemble conçu dans les années 1950 est cependant arrivé à contre-courant des idées de son époque, étant habité à partir de la fin des années 1960 dans une ambiance pré- puis post-68arde. La mobilisation de ses habitants a été forte durant les évènements de mai 1968, géographiquement voisins. Il aurait été surnommé « l'immeuble rouge » par le philosophe Jean-Paul Sartre.
Selon l'architecte Pierre Caillot et l'historien de l'architecture Gérard Monnier, ce grand ensemble est devenu dans les années 1970, « un bastion du militantisme culturel, social et politique ». Ce militantisme s'est notamment exprimé à travers l'association des locataires, des services familiaux en autogestion (club d'enfants, ateliers), une fête annuelle de voisins sur la dalle en bas de l'immeuble, la lutte « écologique » contre le projet de radiale routière de Paris sud qui a finalement, après transformation, donné naissance à la coulée verte du sud parisien, etc..
L'architecte Yannis Tsiomis, « figure de l'architecte-intellectuel », a vécu cinquante ans dans l'immeuble Mouchotte après avoir fait son mémoire de diplôme sur l'opération Maine-Montparnasse,.
La chapelle Saint-Bernard-de-Montparnasse intégrée dans l'opération architecturale et située quasiment sous l'immeuble Mouchotte, est également devenue un lieu de militantisme du quartier et le haut lieu de la « Révolution des prostituées » de 1975.

## Immeuble Pasteur (1965)
L'immeuble Pasteur se situe boulevard Pasteur. Il a été conçu par l'architecte Jean Dubuisson.

## Immeubles de bureaux

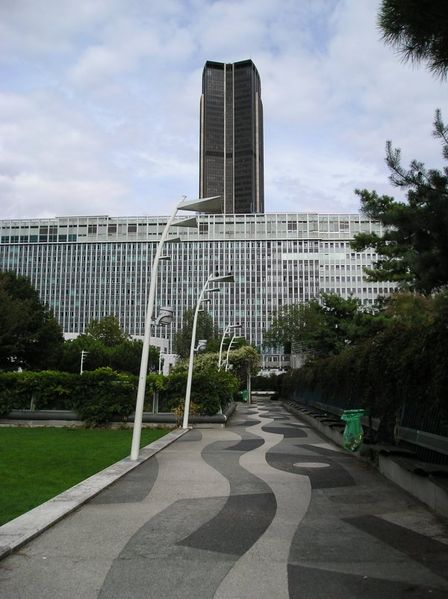
L'immeuble de bureau qui ferme le U du plan initial.

Deux des côtés de l'ensemble de barres en forme de U encadrant la gare Montparnasse sont des immeubles de bureaux. De grandes entreprises ont ou ont eu leurs sièges dans ces immeubles :
Sociétés ayant eu leur siège à Maine-Montparnasse : Air France, Philips, Compagnie générale de radiologie, etc.
Société ayant leur siège à Maine-Montparnasse (2009) : MGEN, CNP Assurances, Crédit agricole, etc.

## Maine-Montparnasse dans la fiction
Les caractéristiques de l'ensemble Maine-Montparnasse - un grand ensemble urbain emblématique de la vision de la ville du futur développée au cours des Trente Glorieuses - en ont fait un symbole réutilisé dans l'art et la fiction.
- Les décors urbains du film Playtime (1967) de Jacques Tati, reconstitué en carton hors de Paris, ont l'apparence des immeubles de l'ensemble Maine-Montparnasse. L'immeuble qui apparait en fond de la scène du Royal Garden est, par exemple, inspiré de l'immeuble Pasteur de Maine-Montparnasse.
- Le réalisateur Bertrand Tavernier a en partie tourné son film Des enfants gâtés (1977), relatant notamment une lutte collective de colocataires contre leur propriétaire, à l'immeuble Mouchotte[1].
- L'appartement de l'héroine (Cathy) du film Ni pour ni contre (bien au contraire) (2003) de Cédric Klapisch est situé dans l'immeuble Mouchotte et le tournage des scènes correspondantes a eu lieu sur place.
- Une chanson de Marie Laforêt Maine Montparnasse (1976) évoque la nostalgie en milieu urbain.
- L'ensemble Maine-Montparnasse a servi de décor de fond - symbolisant la ville moderne - à des scènes de nombreux films (I… comme Icare, etc.).
- Photo d'Andreas Gursky.